# Pranamasana

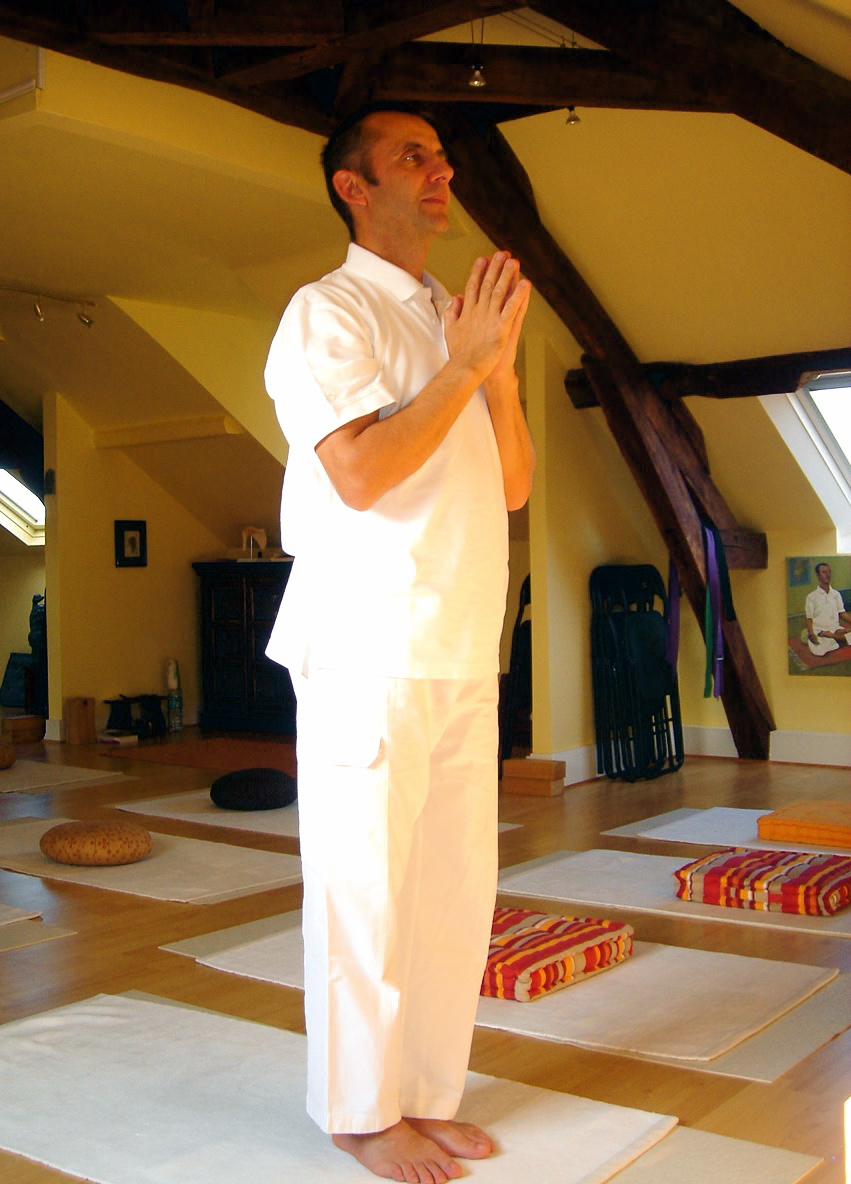
Pranamasana

Pranamasana ovvero posizione della preghiera, è un gesto di saluto e di riverenza usato in Asia e una posizione di Hatha Yoga. Deriva dal sanscrito "prana" che significa "preghiera" e "āsana" che significa "posizione".
Viene realizzato congiungendo le mani, unendo i palmi con le dita rivolte verso l'alto, e tenendole all'altezza del petto, del mento o della fronte, facendo al contempo un leggero inchino col capo.

## Saluto asiatico
Questa posizione è anche detta Añjali Mudrā, termine sanscrito che significa "riverire benedicendo", classica "posizione del saluto" adottata nel namasté tipico di India, Sri Lanka e Nepal, e negli analoghi wai in Thailandia, nop in Laos e sampeah in Cambogia..
Questo gesto apparve all'incirca 4000 anni fa sui sigilli d'argilla della civiltà della valle dell'Indo.

## Anjali Mudrā
Anjali in Sanscrito significa "offrire", o "gesture di riverenza", "benedizione", "saluto", ed è derivato da anj, che significa "onorare o celebrare".
Mudrā significa "sigillo" o "segno". Il significato del termine Añjali Mudrā significa quindi "segno di riverenza".

## Nell'Hatha Yoga

### Scopo della posizione
La posizione ha lo scopo di facilitare il rilassamento ed è usata come inizio di alcune serie di asana.

### Posizione
Partendo dalla posizione in piedi, con le gambe e piedi uniti si uniscono i palmi delle mani all'altezza del petto con le dita rivolte in alto. È essenziale mantenere la schiena perfettamente dritta ed il collo in asse con la schiena stessa. È consigliato tenere gli occhi chiusi.